# Carola Casini
Carola Casini es una serie de televisión argentina producida por Pol-ka Producciones, emitida en el año 1997. Fue dirigida por Sebastián Pivotto y emitida por Canal 13. Protagonizada por Araceli González y Juan Palomino. Coprotagonizada por Federico D'Elía, Nicolás Cabré, Matías Santoiani, Malena Solda, Ivo Cutzarida, Martín Seefeld, Jorge Suárez, Pablo Cedrón y Valeria Bertuccelli. También, contó con las actuaciones especiales de Pappo y los primeros actores Víctor Hugo Vieyra y Marta González. Y las participaciones de Raúl Lavié y Florencia Raggi como actores invitados.

## Sinopsis
Carola Casini (Araceli González) es una corredora de autos, y tiene una cambiante relación con otro corredor, Santiago Becerra (Juan Palomino), que reconoce las aptitudes de Carola al volante.
Esta es la línea argumental en la cual los diferentes personajes se moverán. Entre ellos, el entrenador de Carola, Vicente (Raúl Lavié), y los más diversos miembros de ambas familias jugarán una parte muy importante en la vida personal y profesional de ella.

## Producción
La serie se filmó en el barrio de Monte Castro, Buenos Aires.

## Elenco

### Protagonistas
- Araceli González como Carola Casini.
- Juan Palomino como Santiago Becerra.

### Elenco Protagónico
- Víctor Hugo Vieyra como Carlos Casini.
- Federico D'Elía como Luis.
- Nicolás Cabré como Camilo Casini.
- Matías Santoianni como Cristián Casini.
- Pappo como Enrique.
- Raúl Lavié como Vicente Becerra.
- Marta González como Sofía.

### Elenco Principal
- Malena Solda como Anabella.
- Ivo Cutzarida como Lucio.
- Martín Seefeld como Gerardo.
- Jorge Suárez como Roger.
- Pablo Cedrón como Oscar “El Chileno”.
- Valeria Bertuccelli como La Gringa.
- Julieta Díaz como Yanina.
- Alejandro Fiore como Nicolás "Pancho".
- Florencia Raggi como Débora.

### Participaciones
- Mariano Ureta como Periodista.
- Gregory Dayton como Barati.
- Tito Haas como Tití.
- Daniel Freire como Ramiro.
- Ricardo Puente como Cubilete.
- Rodolfo Brindisi como Padre de Débora.
- Víctor Peláez.
- Fernando Padanes.
- Claudio Depirro.